# 魂断蓝桥
《魂断蓝桥》（英語：Waterloo Bridge，1941年新加坡首映時譯《藍橋夢斷》）是美国黑白电影，由米高梅電影公司于1940年出品；导演是茂文·李洛埃（Mervyn LeRoy），女主角是主演《亂世佳人》的费雯·丽而男主角是罗伯特·泰勒。主题曲《Auld Lang Syne》與電影情節的意境相當配合，使此影片獲誉为电影史上最凄美不朽爱情片之一。
原文片名意指「滑鐵盧橋」，中譯成「藍橋」點出“尾生抱柱”的故事。《庄子·盗趾》中有“尾生与女子期于梁下，女子不来，水至不去，抱梁柱而死。”据《西安府志》记载，这座桥在陕西蓝田县的兰峪水上，称为“蓝桥”。从此之后，人们把相爱的男女一方失约，而另一方殉情叫做“魂断蓝桥”。亦有一部粵劇以這個「魂斷藍橋」來命名。

## 劇情
英國在第二次世界大戰中對軸心國宣戰後，陸軍上校羅伊·克羅寧（Roy Cronin）在前往法國的途中被送往倫敦滑鐵盧車站（Waterloo station），並在滑鐵盧橋上短暫停留，當羅伊凝視著手中的幸運符（暱稱是比利肯）時，回憶起第一次世界大战期間的往事，當時他遇到了瑪拉·萊斯特（Myra Lester），並與她相愛。
美麗的芭蕾舞員瑪拉（费雯·丽飾）與團友們在滑鐵盧橋散步時，突然響起空襲警報，瑪拉在火車站內與在橋上邂逅的倫德爾郡燧發槍團（The Rendleshire Fusiliers ）上尉罗伊（罗伯特·泰勒飾）互生情愫，其後瑪拉又把她的幸運符送給罗伊，兩人更閃電約定結婚，可是結婚前夕罗伊接到參戰命令，要馬上出發，二人被迫暫時分別。瑪拉其後又被芭蕾舞團辭退，生活頓失所依。罗伊出發前安排母親與瑪拉會面，瑪拉見面前看到報章有關罗伊陣亡的消息，昏倒過去，醒來後與罗伊母親會面，不忍把消息相告，表現冷漠，令罗伊母親產生誤會，結果拂袖而去。
生活逼人，瑪拉在絕望之際淪為娼妓，出賣自己身體謀生。不久之後，瑪拉如常在火車站附近準備選擇目標客人時，竟然碰見並沒有陣亡的罗伊，瑪拉驚喜之餘，又害怕給罗伊知道她的現況，只有對罗伊隱瞞真相。
罗伊要帶瑪拉回老家結婚了，這亦令瑪拉擔心．當她與仁慈的羅伊母親相處時，終忍不住向她講出自己憂慮的原因，羅伊母親也替她的遭遇難過，為了不讓羅伊的名譽受損，瑪拉決定偷偷地離開羅伊。
瑪拉回到滑鐵盧橋——跟羅伊首次相遇的地方，絕望地看著往來的車輛，最後終於衝出馬路，結束了寶貴的生命。多年後羅伊重回已改建的滑鐵盧橋，手中握著瑪拉送給他的幸運符，想起伊人，不禁悲從中來……

## 演员
- 费雯·丽 饰 玛拉·萊斯特
- 罗伯特·泰勒 饰 罗伊·克罗宁
- 弗吉尼亚·菲尔德（英语：Virginia Field） 饰 吉蒂
- 玛丽亚·彭斯卡娅（英语：Maria Ouspenskaya） 饰 奥尔加·基罗瓦夫人
- C.奥布雷·史密斯（英语：C. Aubrey Smith） 饰 公爵
- 露塞尔·沃特森（英语：Lucile Watson） 饰 玛格丽特·克罗宁夫人
- 雅内·肖 饰 莫林
- 雅内·瓦勒度（英语：Janet Waldo） 饰 艾尔莎
- 斯蒂芬·杜纳（英语：Steffi Duna） 饰 莉迪亚
- 弗吉尼亚·卡罗尔（英语：Virginia Carroll） 饰 西尔维亚
- 列达·尼科娃 饰 玛丽（Marie）
- 弗洛伦斯·贝克 饰 比阿特丽斯
- 玛格里·曼宁 饰 玛丽（Mary）
- 弗朗西斯·麦金尼 饰 瓦奥莱特
- 埃莉诺·斯图尔特（英语：Eleanor Stewart） 饰 格蕾丝

## 票房
根据米高梅的记录，这部电影在美国和加拿大赚得1,250,000美元，其他地方赚得1,217,000美元，总获利2,491,000美元。

## 獎項

### 奧斯卡獎
該片獲得第13屆奧斯卡金像獎提名最佳攝影獎與最佳原创音乐奖。

### 美國電影學會
該片獲得美國電影學會提名美國電影學會百年百大愛情電影。

### 國家評論協會獎
费雯丽因本片與《亂世佳人》獲得1940年國家評論協會獎的最佳演員獎。

## 花絮
- 《魂断蓝桥》在好莱坞的普遍評價並非十分突出，但此影片在中國大陆的影響力是巨大的。在1980年代，中國大陆剛剛開始改革開放，一些西方電影，尤其是懷舊片，開始進入市場，這些影片包括《亂世佳人》、《北非諜影》、《愛德華大夫》（Spellbound）、《魂断蓝桥》等。由於《魂断蓝桥》的情節感人及费雯·丽和主題曲《友谊地久天长》較受歡迎關係，又經常在電視台重播（包括彩色处理版），在中國風靡萬千影迷，當中很多是大、中學生，並被認為是經典愛情片之一。坊间甚至推出電影對話的音像產品，供學生們訓練英語。
- 出乎意料之外，费雯·丽個人最喜愛的電影並不是《亂世佳人》，而是《魂斷藍橋》，原因是表演發揮的空間比較大。
- 《魂斷藍橋》原是百老匯舞台劇，1930年1月6日在美國紐約首演，共演出64場。[4]
- 《魂斷藍橋》第一個電影版本其實是1931年發行，但是最為人熟悉的是1940年重拍的電影。

## 華語改編作品
- 上海之夜

## 外部連結
- 互联网电影数据库（IMDb）上《魂断蓝桥》的资料（英文）
- 《魂斷藍橋》于TCM的預告片 （页面存档备份，存于）